# Philosophische Fakultät

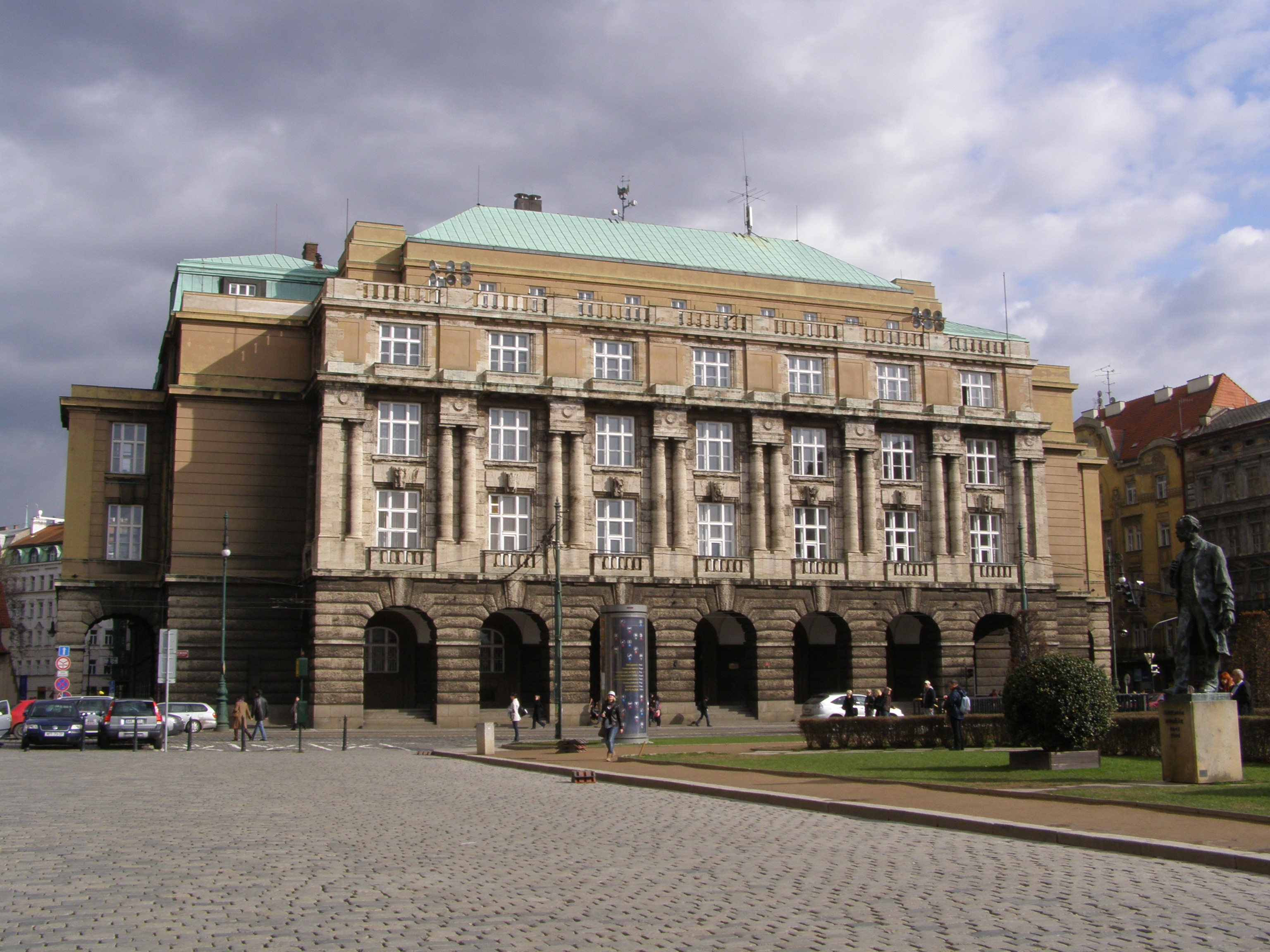
Die Philosophische Fakultät in Prag zählt zu den ältesten ihrer Art.

Die Philosophische Fakultät ist traditionell diejenige Abteilung einer Universität, die für Forschung und Lehre in den Geisteswissenschaften zuständig ist. Hervorgegangen aus der mittelalterlichen Artistenfakultät, zählt sie – neben der Theologischen, Juristischen und Medizinischen Fakultät – zu den „klassischen“ vier Fakultäten der europäischen Universität.
Außer der namengebenden Philosophie umfasst sie in der Regel auch historische, philologische sowie kunst- und kulturwissenschaftliche Disziplinen. Bis weit ins 20. Jahrhundert gehörten auch die Natur- und Sozialwissenschaften, die heute zumeist in eigene Fakultäten oder Fachbereiche ausgegliedert sind, zur Philosophischen Fakultät. Bei jüngeren Universitätsgründungen tragen die philosophischen Fakultäten oft auch andere Bezeichnungen, z. B. Fakultät für Geisteswissenschaften, Fakultät für Sprache und Literatur usw.
Die Philosophischen Fakultäten der deutschen Universitäten arbeiten im Philosophischen Fakultätentag zusammen.

## Beispiele
- Philosophische Fakultät der Universität Bonn
- Philosophische Fakultät der Universität Düsseldorf
- Philosophische Fakultät der Universität Greifswald
- Philosophische Fakultät der Universität Lausanne
- Philosophische Fakultät der Universität Mannheim
- Philosophische Fakultät Osijek, Kroatien
- Philosophische Fakultät der Karls-Universität Prag